# Onthophagus yangmunensis
Onthophagus yangmunensis é uma espécie de inseto do género Onthophagus, família Scarabaeidae, ordem Coleoptera.
Foi descrita cientificamente por Masumoto & Ochi em 2015.